# Шехзаде Аладин (син Мурата II)
Шехзаде Аладин је био син султана Мурата II и Умигулсум-хатун.

## Биографија
Шехзаде Аладин је био миљеник свог оца, који га је сматрао својим наследником. Постао је намесник Манисе 1439. године, где је рођена његова ћерка, Селви-султанија. Годину касније постаје намесник Манисе, где са конкубином Јени-хатун добија два сина 1442. године; Гијасудина (ум. 1445) и Таџедина (ум. 1443).
Погинуо је јуна 1443. године, сплетом несрећних околности, падајући са коња на главу. Аладинова смрт је шокирала и дубоко погодила султана Мурата.